# 隆恩堰
隆恩堰，位於台灣新竹縣竹東鎮與竹北市交界，即頭前溪中游的攔河堰，主要功能為公共給水與灌溉。隆恩堰與寶山水庫及寶山第二水庫聯合供應新竹地區用水，目前隆恩堰由經濟部水利署北區水資源局召集台灣自來水股份有限公司及臺灣省新竹農田水利會協商用水，並由新竹水利會、台灣自來水公司及北水局共同成立「頭前溪支流隆恩堰管理小組」負責辦理引水、維護及營運等事宜，豐水期每日約可供應20萬立方公尺原水。

## 沿革
隆恩堰上游原有一供應農業用水之堆石舊堰，但由於颱風豪雨來臨時容易遭到毀損，加上新竹科學園區需水迫切。因此為了有效利用頭前溪水資源，於是興建隆恩堰，1998年6月時由臺灣省水利處就農業部農田水利署新竹管理處的隆恩取水口延伸改建而成，於1998年7月底完工。
1998年的瑞伯颱風、2001年的納莉颱風都造成隆恩堰高灘地護床工流失、深槽護岸毀損；後來台灣高鐵橋墩在本堰上游落墩，造成本堰附近水理情況更為複雜。
2004年8月艾利颱風侵襲，帶來超過深槽護岸設計標準的洪流量，造成隆恩堰部分設施損毀，堰體及護床工被破壞，2006年2月完成修復。隨後配合鐵路橋、公路橋在隆恩堰下游落墩，所施設保護之副堰於2010年7月完工。

## 隆恩堰取水口
新竹市家庭飲水處,1998年建立

## 結構
隆恩堰為混凝土塊固定半透水堰，長200公尺、高7公尺，堰頂標高43.99公尺，取水方式為溢流堰頂管柵式後方取水，其中混凝土塊固定半透水堰長160公尺，高程較高；另一段「後方取水式溢流取水堰」長40公尺，高程較低，讓水自然地流往取水堰集中。主要功能除引取頭前溪水源供應農業灌溉用水外，再供應家用及公共給水與工業用水。

## 腳註
1. 1 2 3 4  .   [2014-06-25]. （原始内容存档于2019-06-12）.
2. ↑  民國一一二年七月二十日組改為農業部農田水利署新竹管理處
3. ↑  .   [2014-06-25]. （原始内容存档于2019-06-15）.
4. 1 2 3 4 5 6  張炎銘. . 水利署電子報.   [2014-05-29]. （原始内容存档于2019-06-10） （中文（臺灣））.

## 外部連結
- 經濟部水利署北區水資源局全球資訊網-隆恩堰 （页面存档备份，存于）